# Državna cesta D312
D312 je državna cesta u Hrvatskoj. Ukupna duljina iznosi 1,8 km.